# Denis Duverne
Denis Duverne (Lyon, 31 de outubro de 1953) é um empresário francês, presidente do conselho de administração da AXA desde 2016 e do conselho fiscal da Fundação Francesa para a Investigação Médica desde 2017.

## Biografia
Denis Duverne nasceu em 31 de outubro de 1953 em Lyon, França. Graduou-se na HEC Paris em 1974 e na ENA em 1979.
Duverne ingressou na AXA em 1995 como vice-presidente sênior de finanças, supervisionando as operações do grupo nos EUA e no Reino Unido. Posteriormente, foi também responsável pela reestruturação da AXA na Bélgica e no Reino Unido após a fusão da AXA com a UAP.
Desde 2000 supervisiona as operações financeiras do grupo.
Em 2003 foi nomeado para o conselho de administração da AXA com responsabilidade pelas finanças, controlo e estratégia, cargo que ocupou até 2009. Durante o seu mandato supervisionou a integração da Winterthur, uma aquisição de 8 mil milhões de euros.
Em abril de 2010 tornou-se membro do conselho de administração e vice-presidente, responsável por finanças, estratégia e operações.
Em 1º de setembro de 2016, foi nomeado Presidente do Conselho de Administração e Thomas Buberl foi nomeado CEO; essas duas funções foram separadas quando Henri de Castries deixou a empresa. Para a AXA, um dos objetivos da nomeação de Duverne como presidente foi aproveitar a sua experiência regulatória em França e no estrangeiro.
O seu mandato como primeiro-ministro foi renovado em 2018.
Ele também é conhecido por seu trabalho filantrópico.